# Walther Lucht
Walther Lucht (26 de febrero de 1882 - 18 de marzo de 1949) fue un general alemán en la Wehrmacht durante la II Guerra Mundial que ocupó mandos a nivel de división, cuerpo y ejército. Fue condecorado con la Cruz de Caballero de la Cruz de Hierro con Hojas de Roble de la Alemania Nazi. Lucht fue liberado de un campo de prisioneros de guerra estadounidense en 1948, y murió en un accidente de coche en 1949.

## Condecoraciones
- Cruz de Hierro (1914) 2.ª Clase (14 de octubre de 1914) & 1.ª Clase (19 de octubre de 1915)[1]
- Broche de la Cruz de Hierro (1939) 2.ª Clase (17 de mayo de 1940) & 1.ª Clase (23 de junio de 1940)[1]
- Cruz Alemana en Oro el 12 de diciembre de 1942 como Generalmajor y comandante de la 87. Infanterie-Division[2]
- Cruz de Caballero de la Cruz de Hierro con Hojas de Roble
  - Cruz de Caballero el 30 de enero de 1943 como Generalmajor y comandante de la 336. Infanterie-Division[3]
  - 691.ª Hojas de Roble el 9 de enero de 1945 como General der Artillerie y comandante del LXVI. Armeekorps[4]